# Knafljeva ustanova
Knafljeva ustanova (nemško Lucas Knaffel'sche Privatstiftung) je zasebna štipendijska ustanova s sedežem na Dunaju, ki deluje od leta 1676.
Luka Knafelj (1621-1671) se je rodil v Ribnici na Dolenjskem. Šolal se je v Stični pri cistercijanskih redovnikih, na jezuitski gimnaziji in liceju v Ljubljani, študij teologije je končal na Dunaju. Leta 1651 je postal duhovnik v dunajski dvorni bolnišnici in sedem let pozneje župnik v bogati župniji Groβ Ruβbach, nedaleč od Dunaja, kjer je ostal do svoje smrti. Skoraj vse svoje premoženje je zapustil v korist dijakov s Kranjske.
Leta 1676, pet let po smrti Luke Knaflja, je njegov prijatelj in kranjski rojak Jurij Bohinc (Georgius Wohinz) sestavil ustanovitveno listino Knafljeve ustanove in od tedaj naprej so izbrani, na Kranjskem rojeni dijaki, redno prejemali denarno podporo. Bohinc je bil Knafljev vrstnik, verjetno doma iz Smokuča na Gorenjskem. Zabeleženo je nadalje, da je bil leta 1633 učenec ljubljanske jezuitske gimnazije. Glavni vir finančnih dohodkov je prinašala hiša, ki jo je župnik Knafelj kupil v samem središču Dunaja.

## Ustanovna listina
Lepo ohranjeni izvirnik ustanovitvene listine, napisan na pergamentu velikosti 75 X 65 cm, je shranjen v arhivu Univerze na Dunaju. Sestavil in podpisal ga je: »Georg Wohiniz AA. LL. Philosophiae ac V. J. Doctor, Hoff- und Gerichts-Advocat, Codicis: professor ordinarius, Wiennerischen Bistumbs Consistorial Rath und derzeit einer löblichen uralten Wiennerischen Universitet Rector Magnificus« in se v sodobnem slovenskem prevodu glasi takole:
V imenu najsvetejše nedeljive Trojice, boga Očeta, Sina in Svetega Duha, amen.

Jaz, Jurij Bohinc (Wohinz) (artium liberalium), philosophiae ac (at utriusque juris) doctor, dvorni in sodni advokat, "codicis professor ordinarius", konzistorialni svetnik dunajske škofije in v tem času "rector magnificus", znamenite in starodavne dunajske univerze, kot izvrševalec poslednje volje pokojnega, častivrednega, v Gospodu posvečenega in visoko učenega gospoda Luke Knaflja, upokojenega teologa in nekdanjega župnika v Gross Russbachu, naznanjam in potrjujem s to listino vsem in vsakomur, da je blagega spomina gospod Luka Knafelj v omenjenem testamentu in svoji poslednji volji po členih in po točkah od besede do besede določil in poveril meni, da ustanovim namesto njega dobrodelno ustanovo in fundacijo iz njegovega premoženja, kot mu ga je naklonil dobri Bog s svojim bogatim blagoslovom in ga je on, gospod Knafelj, s svojo delavnostjo in varčnostjo tudi ohranil, sedaj za štiri kranjske mladeniče, da bodo lahko toliko bolj krepostno in marljivo študirali; v ta namen je od svojega premoženja določil: hišo v mestu, ki jo je kupil in ki stoji pri svetem Jakobu, kakor tudi pristavo v Grinzingu, ki je bila za štiri tisoč goldinarjev sodno prodana in izročena kupcu; od dohodkov iz tega naj se najprej daje kuharici, Ani po imenu, ki mu je ob zadnji bolezni zvesto stregla in ga varovala, letno po sto goldinarjev za preživljanje, dokler živi; kar ostane, od teh dohodkov, pa naj se po odbitku potrebnih stroškov za davščine in popravljanje razdeli sorazmerno v enakih delih med štiri kranjske študente. 

Ko pa se bo zgodilo, da bo omenjena kuharica umrla, naj se teh sto goldinarjev prišteje k štipendiji in naj  tedanji superintendent po svoji uvidevnosti pritegne še dva študenta.

Ker pa "bona stabilia" na deželi ne prinašajo vedno enakih dohodkov, temveč dajejo marsikdaj (posebno, če spadajo zraven vinogradi) celo manj, kakor pa bi dajal naloženi kapital, in ker je tudi ustanovitelj tako odredil, da bi se posestvo spravilo s prodajo v denar in naložil denar na obresti, se je torej tako tudi zgodilo.

Pristava je bila skupaj z nekim vinogradom na sodni dražbi za štiri tisoč goldinarjev kot kupnino in 50 tolarjev kot likof prodana, in sicer z vednostjo in pristankom slavne univerze. 

Od tega je bilo potem tri tisoč goldinarjev naloženih na običajne obresti po pet od sto, kar pa je od kupnine še ostalo, je bilo univerzi resnično izplačano. 

In tako ostane za štipendijo hiša pri svetem Jakobu in tistih tri tisoč goldinarjev, prejetih za posestvo. Od dohodkov in obresti je treba zdaj, kar ostane po odbitku omenjeni kuharici določenih letnih sto goldinarjev, ter razen davščin in vzdrževalnih stroškov, razdeliti med študente. 

Vendar, kar se tiče hiše, tako, da bo imel superintendent za svoj trud in upravljanje v na novo dozidanem nadstropju hiše gornjo sobo s pripadajočo kletjo, prav tisto, ki jo je imel on, gospod Knafelj, vsak čas in za zmerom kot svoje stanovanje, in da bo jo užival kot svojo brez polaganja računov. 

O tem, kdo bo te študente sprejemal, je s svojo poslednjo voljo odredil, da bo kot prvi užival štipendijo njegov lastni nečak, Andrej Matevžek, dokler bo živel; kot drugega pa je imenoval mojega lastnega sinka Jurija Antonija Hilarija Bohinca (Wohinza), sedaj študenta poezije (ki naj mu Bog da v svojo čast in slavo dolgo življenje), dokler bo študiral. 

Glede sprejema ostalih dveh ali pa "in eventum" več, pa je prepustil odločitev meni kot superintendentu in mojim naslednikom, to je mojemu prostemu preudarku.

In ker je ta ustanova namenjena le Bogu v čast, pa v blagor in zveličanje, ustanoviteljeve duše, dasi nam "officio gratitudinis" že samo po sebi nalaga, da se je treba darovalcu zahvaliti, vendar določam in ukazujem s tem v imenu pokojnega gospoda Knaflja, da bodo sprejeti študentje, ki bodo hotteli uživati to štipendijo, dolžni izmoliti vsako sveto nedeljo v letu za dušo umrlega gospoda (ustanovitelja) tri svete očenaše in prav toliko zdravih Marij skupaj s Credom v čast in slavo najsvetejše Trojice, nadalje prejeti ob velikih praznikih kot o Božiču, Veliki noči, Binkoštih in Vseh svetih sv. spoved in obhajilo, kakor tudi vsako leto na dan njegove smrti, to je ob obletnici (29. junija) zanj udeležiti se sv. maše in pri tem izmoliti en rožni venec.

Kdor bi zavestno ravnal proti temu in teh zahtev ne bi izpolnjeval ali bi se sicer slabo obnašal, ta bo ipso facto izgubil štipendijo in bo na njegovo mesto prišel kdo drugi.

Ko bom pa jaz, doktor Bohinc (Wohinz), kot prvi in po gospodu ustanovniku samem določeni superintendent po božji volji s smrtjo odšel, naj bo gospod "rector magnificus" in "venerabile consistorium" tukajšnje slavne in starodajne dunajske univerze pooblaščen in upravičen, namesto mene izbrati drugega superintendenta "ex facultate juridica" in po možnosti kakega doktorja kranjske narodnosti, ker bo lahko ta bolje poznal "subjecta studiosorum nationalium" in jih nadomeščal z novimi.

Superintendent bo moral potem pobirati na donosnih krajih dospele obresti in dohodke ustanove, kot je bilo zgoraj povedano, in najmanj vsako drugo leto dajati pravilen obračun visokemu gospodu  rektorju magnificu in spoštovanemu konzistoriju, prestrezati pomanjkljivosti in jih  uravnavati, razen tega pa odgovarjati "propter aliquam culpam aui negligentiam" z vso svojo posestjo in posestjo in imovino svojih dedičev.

Da se vse to izjavi in ohrani, sem imel za potrebno napisati to ustanovno pismo na pergament in ga opremiti s svojim pravim podpisom in pečatom.
To se je zgodilo na Dunaju, dne šestega novembra šestnajsto šest in sedemdesetega.

Georgius Bohinc (Wohinz)

L.S.
juris utriusque doctor praesens tempus rector magnificus

## Štipendije
Daljnovidna odločitev župnika Knaflja je omogočila, da se je v letih od 1676 do 1918 šolalo na Dunaju več sto pretežno revnih kranjskih dijakov. Štipendije so lahko dobili na Kranjskem rojeni mladeniči in mladenke, ki so želel študirati na dunajski univerzi pravo, medicino ali filozofijo.
Štipendiranje Knafljeve ustanove se je v manjši meri nadaljevalo po prvi svetovni vojni v Jugoslaviji, zamrlo po drugi in spet zaživelo leta 2006, ob 330-letnici ustanovitve te častitljive štipendijske ustanove in 335-letnici župnikove smrti.
Za pravilno gospodarjenje Knafljeve štipendijske ustanove so skrbeli t.i. superintendenti, ki so bili »po možnosti kranjske narodnosti«, kot je zapisano v ustanovitveni listini. Imenoval jih je univerzitetni konzistorij in v poznejših letih akademski senat. S skrbnim gospodarjenjem je ustanova povečala svoje premoženje in ob koncu 19. stoletja po premoženju (več kot 300.000 fl) in letnih dohodkih (več kot 10.000 fl) sodila med pet največjih dunajskih univerzitetnih ustanov. Tudi število štipendij je od začetnih štirih naraslo na dvajset, pred letom 1918 pa celo na 39. V začetku je znašala 100 fl, do leta 1894 že 300 fl. Bila je tako visoka, da je pokrivala od 80 do 90 % življenjskih stroškov. Od leta 1785 do 1918 je poimensko znanih 922 štipendistov, povprečno skoraj sedem štipendistov na leto. Podatki za prvih stoosem let, od 1676 do 1784 so pomanjkljivi, mogoče je predpostaviti od tri do štiri štipendije letno, kar znese nadaljnjih 324 do 432 podpirancev. Po tej oceni je Knafljeva ustanova skozi stoletja pomagala 1250 do 1350 kranjskim študentom k univerzitetni izobrazbi. Znana so tudi imena vseh superintendentov, vsak je v povprečju opravljal svoje delo več kot 14 let.
Luka Knafelj je ostal vse življenje povezan s Kranjsko, čeprav je večino časa preživel daleč proč od svoje rojstne dežele. Zapustil je skoraj vse svoje premoženje v korist študentov s kranjske dežele in določil, naj bosta prva štipendista njegov nečak Andrej Matevžek (Andreas Mattheuschiz), sin sestre, ter Jurij Bohinc ml. (Georgius Wohinz), sin dunajskega rojaka in prijatelja. Daljnovidna odločitev župnika Knaflja je omogočila, da se je v naslednjih 250 letih na Dunaju šolalo okrog 1300 pretežno revnih kranjskih dijakov. Dunajski univerzi in superintendentom je uspelo izbirati resnično med najsposobnejšimi prosilci, saj je bil skozi stoletja osip med dijaki majhen, več kot tretjina študentov pa je v svojem poznejšem življenju doprinesla opazen delež k slovenski kulturni in politični zgodovini.
Štipendije po končani prvi svetovni vojni in razpadu Avstro-Ogrske niso več podeljevali, zaradi zmanjšanja števila študentov iz novo nastale Jugoslavije. Ljubljanska univerza si je kmalu po ustanovitvi leta 1919 in ponovno leta 1935 prizadevala, da bi Knafljevo ustanovo pridobila v svojo upravo. Poskusa se nista posrečila, čeprav je bila ustanova kot premoženje, ki naj bi po razpadu monarhije prešlo v slovenske roke, eksplicitno omenjena celo v senžermenski mirovni pogodbi. Po drugi svetovni vojni so ponovno stekla pogajanja med Avstrijo in Jugoslavijo in bila leta 1961 tudi uspešno zaključena. Knafljeva ustanova je bila podeljena dunajski univerzi samo v upravljanje in ne v last. Tako tudi ljubljanska univerza lahko premoženje le upravlja v skladu z določili ustanovitvene listine, ne more pa si ga prilastiti. 
Ljubljanska univerza je od leta 1961 do sredine osemdesetih let podeljevala nekaj skromnih štipendij za študij mlajših strokovnjakov na Dunaju, hkrati pa v Knafljevi hiši preuredila eno od stanovanj za svoje štipendiste in druge sodelavce, ki so študijsko bivali na Dunaju.
Prvotno hišo na Dunaju, ki jo je kupil Luka Knafelj, je nadomestila lepa petnadstropna novogradnja, zgrajena leta 1859, ko je bil superintendent (1855–1873) prizadevni Ferdinand Zupančič (Ferdinand Suppantschitsch). Danes spomeniško zaščitena hiša je bila v letih od 2001 do 2003 popolnoma obnovljena, po izvirnih načrtih, ki so ohranjeni v dunajskem mestnem arhivu, in po navodilih dunajskega spomeniškega urada. Obnova fasade in umetniška dela so bila opravljena ob sodelovanju in ob sofinanciranju oddelka za kulturo mesta Dunaj. Vsa zunanja okna in vrata so ohranila prvotno velikost in obliko, notranjost stavbe pa je bila popolnoma spremenjena. V glavni steni atrija je bila nad pritličjem umeščena vdolbina z lepo restavriranim Marijinim reliefom iz leta 1651, torej z reliefom iz časa Luke Knaflja.

## Knafljeva ustanova danes
Knafljeva ustanova se še danes nahaja v hiši na ulici Seilerstätte 2, v prvem dunajskem okraju. Kot zasebna fundacija je bila ustanovljena leta 1996 v skladu z avstrijskim zakonom, ki ureja zasebne fundacije (Privatstiftungsgesetz). V sodni register Dunaja je vpisana pod številko (Firmenbuchnummer) FN 140891v. 
Vodi jo Anton Levstek.

Naslov Knafljeve ustanove: 

Knafljeva ustanova (Lukas Knaffel'sche Privatstiftung) 

Seilerstätte 2 

A-1010 Dunaj (Wien) 

Telefon: 0043(1)512 0040

## Nekateri Knafljevi štipendisti
Jernej Kopitar, Friderik Baraga, France Prešeren, Simon Jenko, Ivan Tavčar, Fran Detela, Oton Župančič, Ivan Prijatelj, Fran Govekar, Josip Plemelj.